# Rainer Polley
Rainer Polley (* 22. Mai 1949 in Mölln) ist ein deutscher Archivar und Jurist. Er war von 1994 bis 2014 stellvertretender Leiter der Archivschule Marburg.

## Leben
Rainer Polley studierte von 1967 bis 1971 Rechtswissenschaft und Geschichte an der Universität Kiel. Er legte beide juristischen Staatsprüfungen ab und wurde 1972 zum Dr. iur. bei Hans Hattenhauer promoviert. 1979 folgte die Habilitation (Dr. iur. habil.) für das Fach Deutsche Rechtsgeschichte. Ab 1977 besuchte er als Archivreferendar die Archivschule Marburg, die er 1979 mit der Archivarischen Staatsprüfung abschloss. Er war anschließend als Assessor am Hessischen Staatsarchiv Marburg unter anderem mit Lehraufgaben an der Archivschule Marburg betraut. Ab 1982 leitete er die Abteilung „Institut für Archivwissenschaft“, bis er 1994 im Rahmen einer Umstrukturierung der Archivschule zum Studienleiter und stellvertretenden Leiter ernannt wurde. 2002–2003 und 2009–2010 leitete er die Archivschule Marburg kommissarisch. Ende Juli 2014 trat er in den Ruhestand.
Polley ist seit 1983 Mitglied des Hauptausschusses und seit 2014 Vorstandsmitglied der Historischen Kommission für Hessen. Seit 2002 ist er Mitglied der Vereinigung für Verfassungsgeschichte. Er war von 1979 bis 1986 außerplanmäßiger Professor an der Universität Kiel. Seit 1997 ist er Lehrbeauftragter für Archivalische Quellenkunde am Institut für Geschichte der Pharmazie der Philipps-Universität Marburg. Er gilt als anerkannter Experte auf dem Gebiet des Archivrechts.

## Schriften
- (Hrsg.): Anbietung von Unterlagen öffentlicher Stellen an die Archive. Rechtslagen, Probleme, Lösungswege. Beiträge zu einem Workshop am 27. November 2008 an der Archivschule Marburg. Herrn Dr. Herbert Günther zum 65. Geburtstag, Archivschule Marburg, Marburg 2008, ISBN 978-3-923833-37-5.
- (Hrsg.): Archivgesetzgebung in Deutschland – ungeklärte Rechtsfragen und neue Herausforderungen. Beiträge des 7. Archivwissenschaftlichen Kolloquiums der Archivschule Marburg, Archivschule Marburg, Marburg 2003, ISBN 978-3-923833-72-6.
- (Hrsg.): Erhard Hübener: Umrisse und Untersuchungen zur Verwaltungskunde. Mit einer Einleitung von Eberhard Laux, Archivschule Marburg, Marburg 1994, ISBN 978-3-923833-86-3.
- (Hrsg.): Archivgesetzgebung in Deutschland. Beiträge eines Symposions, Archivschule Marburg, Marburg 1991, ISBN 978-3-923833-15-3.
- Die Adolphsuniversität Fulda. 1734–1805. Ausstellung des Hessischen Staatsarchivs Marburg, Marburg 6.9.–12.10.1984, Fulda 22.10.–30.11.1984, Hessisches Staatsarchiv, Marburg 1984, ISBN 978-3-88964-121-2.
- Anton Friedrich Justus Thibaut (ad 1772–1840) in seinen Selbstzeugnissen und Briefen. Bd. I: Abhandlungen, Bd. II: Briefwechsel, Bd. III: Register zum Briefwechsel, Peter Lang, Frankfurt am Main 1982, ISBN 978-3-8204-6039-1.
- Die kurhessische Verfassung von 1831, Trautvetter und Fischer, Marburg/Witzenhausen 1981, ISBN 978-3-87822-089-3.
- Die Lehre vom gerechten Strafmaß bei Karl Ferdinand Hommel (AD 1722–1781) und Benedikt Carpzow (AD 1595–1666), jur. Diss., Universität Kiel, 1972.